# Hartmut Wenzel
Hartmut Wenzel (født 23. februar 1947 i Berlin, Tyskland, død 24. august 2020) var en tysk roer.
Wenzel repræsenterede oprindeligt DDR, som han vandt en VM-bronzemedalje i otter for i 1966. Siden flygtede han dog til Vesttyskland, som han efterfølgende repræsenterede i internationale konkurrencer.
Ved OL 1976 i Montreal vandt Wenzel som styrmand (sammen med roerne Hans-Johann Färber, Ralph Kubail, Siegfried Fricke og Peter Niehusen) en bronzemedalje for Vesttyskland i disciplinen firer med styrmand. Sovjetunionen og Østtyskland vandt guld og sølv. Det var hans eneste OL-deltagelse.
Wenzel vandt også tre VM-medaljer for Vesttyskland, én sølvmedalje og to bronzemedaljer.

## OL-medaljer
- 1976:  Bronze i firer med styrmand